# Kölns historia

Kölns stadsvapen

Kölns historia är förknippad med handel och den katolska kyrkan. Stadens mest omvälvande epoker begav sig under romartiden, högmedeltiden och industrialiseringen. Det moderna Köln är en metropol som framförallt förknippas med media, konst och ett tvåtusenårigt kulturarv, den gotiska katedralen Kölnerdomen, Eau de Cologne och sin internationella bildkonst- och galleriscen.
Köln är en handelsmetropol och en utpräglad mediastad med en lång rad TV-bolag och bokförlag. Stadens film- och mediasektor är en av de största i landet.

## Förromersk tid
Belägg för mänskligt liv i det som är dagens Köln går tillbaka till stenåldern med fynd gjorda i Dellbrück, Königsforst och Worringen. Bevis för en fast bosättning finns det från cirka 4500 före Kristus, en period när klimatet och den goda jordbruksmakten drog till sig jordbruk från området kring Donau.

## Romartid
År 50 e. Kr., under romersk tid, erhöll bosättningen vid Rhens västra flodbädd namnet Colonia Agrippina efter kejsar Claudius sista gemåls, Agrippina d.y., födelseort. Bosättningen fick därmed status som colonia – en stad under romarrikets lagar. 80 e. Kr. byggdes Eifel-akvedukten, en av de längsta i sitt slag i Romarriket, som dagligen försåg staden med 20 000 kubikmeter vatten. Tio år senare hade Colonia Agrippina 45 000 invånare och fungerade som huvudstad för den romerska provinsen Germania Inferior. 310 e. Kr. byggdes under kejsar Constantins styre den första bron över Rhen-floden. Bron försvarades från fästningen Divitia (det nuvarande Deutz), belägen vid den östra flodbädden.

## Medeltid

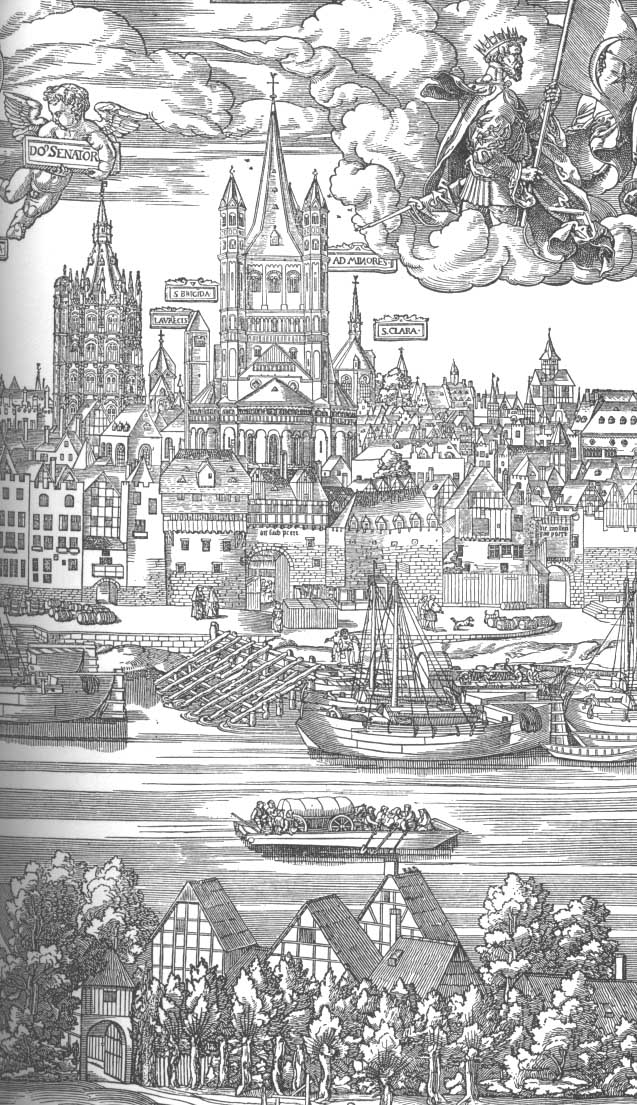
Köln år 1530

Under 300-talet lät Maternus, Kölns första kristna biskop, bygga den första katedralen. 455 e. Kr. erövrade frankerna Köln. 794 e. Kr. utnämndes Hildebold till den första ärkebiskopen. En senare efterföljare, Bruno d. Förste (925-965) grundade ett flertal kloster innanför stadens murar. Under 900-talet upprättades många av stadens romanska kyrkor. Köln utvecklades således under 1000-talet till vallfartsort och under 1100-talet erhöll den som tredje stad efter Jerusalem och Konstantinopel titeln Sancta: Sancta Colonia Dei Gratia Romanae Ecclesiae Fidelis Filia.
Köln var under hansan en viktig omslagsplats för handeln och under högmedeltiden var staden Tysklands största. År 1225 färdigställdes en halvcirkelformad stadsmur med 12 torn som förutom att försvara staden, skulle föra tankarna till det himmelska Jerusalems tinnar och torn. År 1248 beslutade kyrkan att bygga ännu ett storslaget byggnadsverk - bygget av Kölnerdomen påbörjades.
Kyrkans ärkebiskopar var inflytelserika rådgivare till de olika, under medeltiden härskande, dynastierna. Under 1200-talet försvårades dock förhållandet mellan stadens borgerskap och Kölns härskande ärkebiskopar. Slaget vid Worringen 1288, då ärkebiskopens trupper förlorade mot stadens borgare, befriade Köln från kyrkans makt och ärkebiskopens residens förflyttades till Bonn.
Köln förskonades under det trettioåriga kriget genom att staden köpte sig fri från överfall och erövringar från de olika förbidragande trupperna. Stadens vapenproduktion upprätthöll Kölns välstånd under kriget.

## Franska Republiken 1794-1814
Under den franska revolutionen tågade Napoleon Bonapartes trupper år 1794 in i Köln och staden blev del av den franska republiken. Med det franska intåget stängdes Kölns universitet. Stadens judiska och protestantiska befolkning fick lika rättigheter. År 1814, efter drygt 20 års franskt herradöme tågade den preussiska hären in i staden. 

## Köln i Preussen

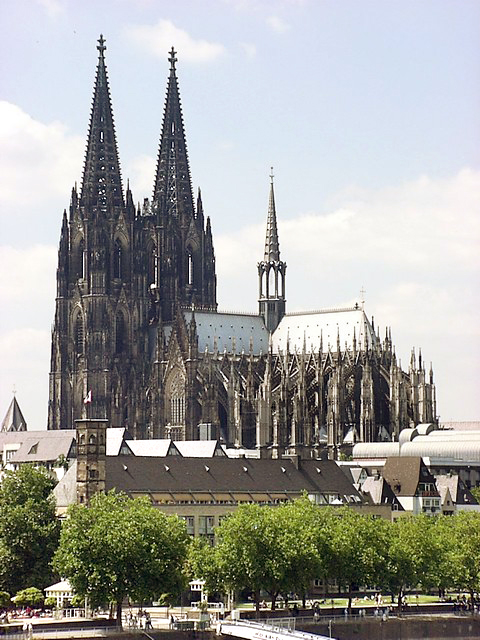
Kölnerdomen färdigställdes 1880 och var fram till 1884 världens högsta byggnad.

Efter Wienkongressen 1815 slogs Köln ihop med resten av Rhenlandet i det Preussiska riket. Köln behöll fransk valuta till 1848. 1842 utnämns Karl Marx till chefredaktör för Neue Rheinische Zeitung i Köln och han befinner sig till och med marsrevolutionen 1848 i staden. 
Efter att ha stått som halvfärdig kyrkoruin sedan 1200-talet då ärkebiskopen lämnade Köln, slutfördes mellan 1842 och 1880 byggandet av Kölnerdomen med Joseph Görres och Sulpiz Boisserée som drivande personer av färdigställandet. Intresset hade återuppväckts när man återfunnit fasadplaner och domen blev en symbol för den tyska nationalrörelsen. Återupptagandet av byggandet startade symboliskt av den preussiska kungen Vilhelm IV och den senare ärkebiskopen Johannes von Geissel 1842.
1859 invigdes den första bron över Rhen sedan år 953. 1859 invigdes Centralstationen. 1881 revs den medeltida stadsmuren och längs den f.d. demarkationslinjen anlades en ringgata.

### Industrialiseringen
Köln växte snabbt under industrialiseringen efter 1870-1871 års Fransk-tyska krig och blev Preussens viktigaste stad efter huvudstaden Berlin. 1822 bodde cirka 56 000 invånare i staden, 1888 hade Köln cirka 250 000 invånare. 25 år senare hade folkmängden trefaldigats och vid första världskrigets utbrott bodde det cirka 640 000 människor inom stadens dåvarande gränser. Köln blev inte minst viktig som hamnstad där Rheinauhafen togs i bruk 1898.
Krigsutbrottet firades liksom i andra tyska städer även i Köln 1914 men 1916 började försörjningsproblemen i staden. 1917 började man ge ut nödpengar (Notgeld). 1918 följde de första bombningarna av Köln.

## Weimarrepubliken

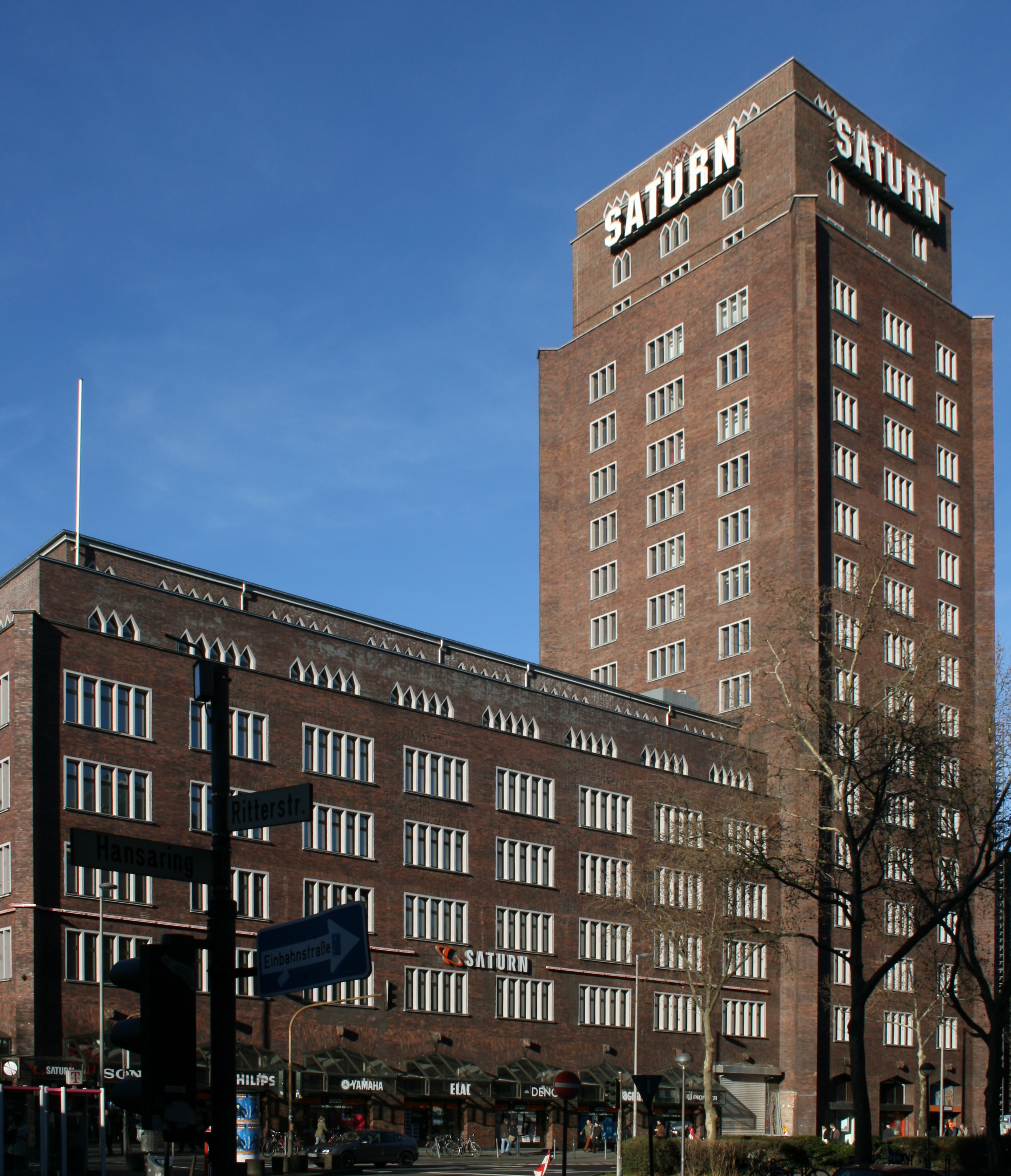
Hansahochhaus

Efter första världskriget ockuperas Köln av brittiska trupper som är kvar i staden fram till 1926. En följd av Versaillesfördraget blir att man bygger bort fästningsringen runt staden och istället anläggs ett grönt parkbälte. Dessa stora parkanläggningar runt den ringformade innerstaden blir också ett sätt att sysselsätta arbetslösa. Staden utvecklas även genom att man 1922 inkorporerar delar som ligger på Rhens vänstra strand. 
1917 valdes Konrad Adenauer till borgmästare. Köln upplever en blomstringsperiod under 1920-talet. Under Adenauers tid som borgmästare återinvigs Kölns universitet och det stora mässområdet Kölner Messe, idag Koelnmesse, skapas. 1929 öppnar Ford sin tillverkning. Vidare står Müngersdorfer Stadion färdig 1923 och 1924 börjar byggandet av Hansahochhaus som vid öppnandet är Europas högsta hus. 1925 tas den första rulltrappan i Tyskland i bruk på varuhuset Hermann Tietz. Ett viktigt strategiskt beslut tas när man börjar investera i flygplatsen Butzweilerhof som från 1926 utvecklas till Tysklands näst största flygplats.
1926 börjar Westdeutscher Rundfunks föregångare, Westdeutsche Funkstunde, sin verksamhet i staden. Köln utvecklas till en betydande musikstad i samma veva med bland andra Otto Klemperer verksam på Kölns opera och med en Radioorkester. Köln har 15 hus med olika varietéer och revyer på programmet. 
Den första motorvägen i Tyskland som band samman två städer var Köln-Bonn som öppnades 1932. Den invigdes av Konrad Adenauer med orden: "Så kommer framtidens vägar att se ut" ("So werden die Straßen der Zukunft aussehen"). Den heter idag A555.

## Köln i Tredje riket

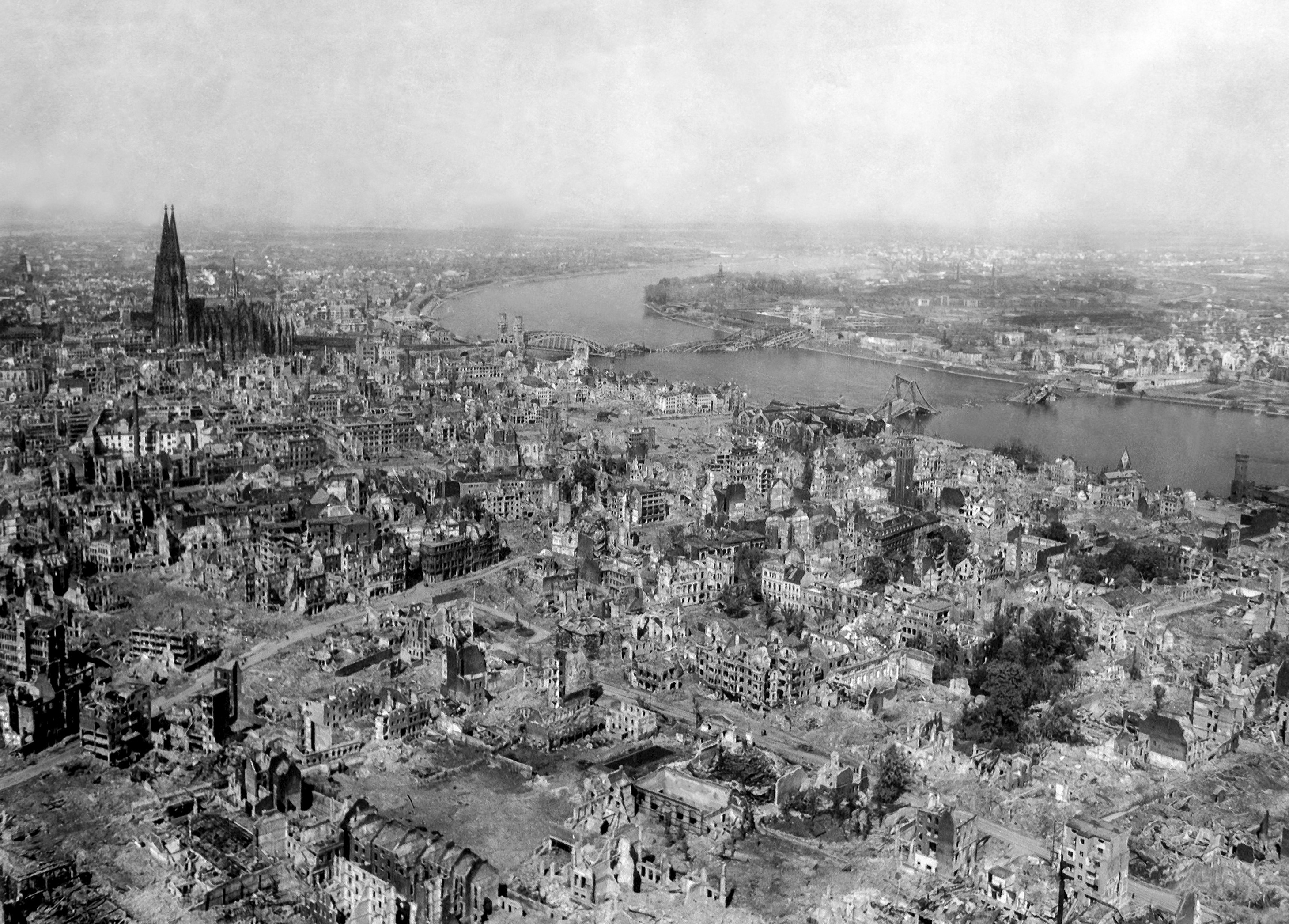
Köln år 1945

Konrad Adenauer förblev Kölns borgmästare under 16 år och avskedades av nazisterna 1933. Med en fri stadstradition, kombinerat med en inflytelserik kommunistisk arbetarrörelse och katolska influenser, ansågs Köln vara ett svårt politiskt territorium för nazisterna att inta. Efter Nationalsocialistiska tyska arbetarepartiets (NSDAP) maktövertagande i Tyskland, fick partiet politiskt fäste även i Köln. 1936 gick tyska trupper in i det avmilitariserade Köln och Rhenlandet som ett brott mot Versaillesfördraget.
Edelweißpiraten, Edelweisspiraterna, var en tysk ungdomsorganisation som gjorde passivt och aktivt motstånd mot Naziregimen, i synnerhet mot Hitlerjugend. Edelweisspiraterna var etablerade i Köln, där man saboterade militära anläggningar och satte upp regimkritiska affischer. 1944 hängdes 13 av organisationens medlemmar från Köln-Ehrenfeld av Gestapo.
1933 levde cirka 20 000 judar i Köln. Vid krigets utbrott 1939 hade 40% av den judiska befolkningen emigrerat. 8 000 judar deporterades under andra världskriget från järnvägsstationen i Deutz till nazisternas koncentrationsläger. Under kristallnatten brändes även Kölns synagogor, judiska bostadshus och affärer ned. 

### Andra världskriget
1940 började de allierades bombningar av staden. Det första luftanfallet skedde 12 maj 1940. Natten mot 31 maj 1942 skedde det första Tausend-Bomber-Angriff då 480 invånare dog, 5 000 skadades och 45 000 blev bostadslösa. Under kriget skedde 262 luftanfall mot staden. Det sista ägde rum 2 mars 1945 i den nästan folktomma staden. 95 % av Kölns gamla stad förstördes under andra världskrigets bombräder. Vid krigets slut bodde endast 40 000 människor kvar i staden.
6 mars 1945 sprängde retirerande tyska trupper Hohenzollernbrücke som var den sista bestående bron över Rhen i Köln. Samma dag intog amerikanska trupper Kölns centrum med mindre skärmytslingar. En tysk stridsvagn förstördes sedan den förstört en amerikansk stridsvagn. De amerikanska trupperna kunde senare ockupera stadens högra strand sedan man kunnat sätta in en pontonbro mellan stadsdelarna Poll och Bayenthal.

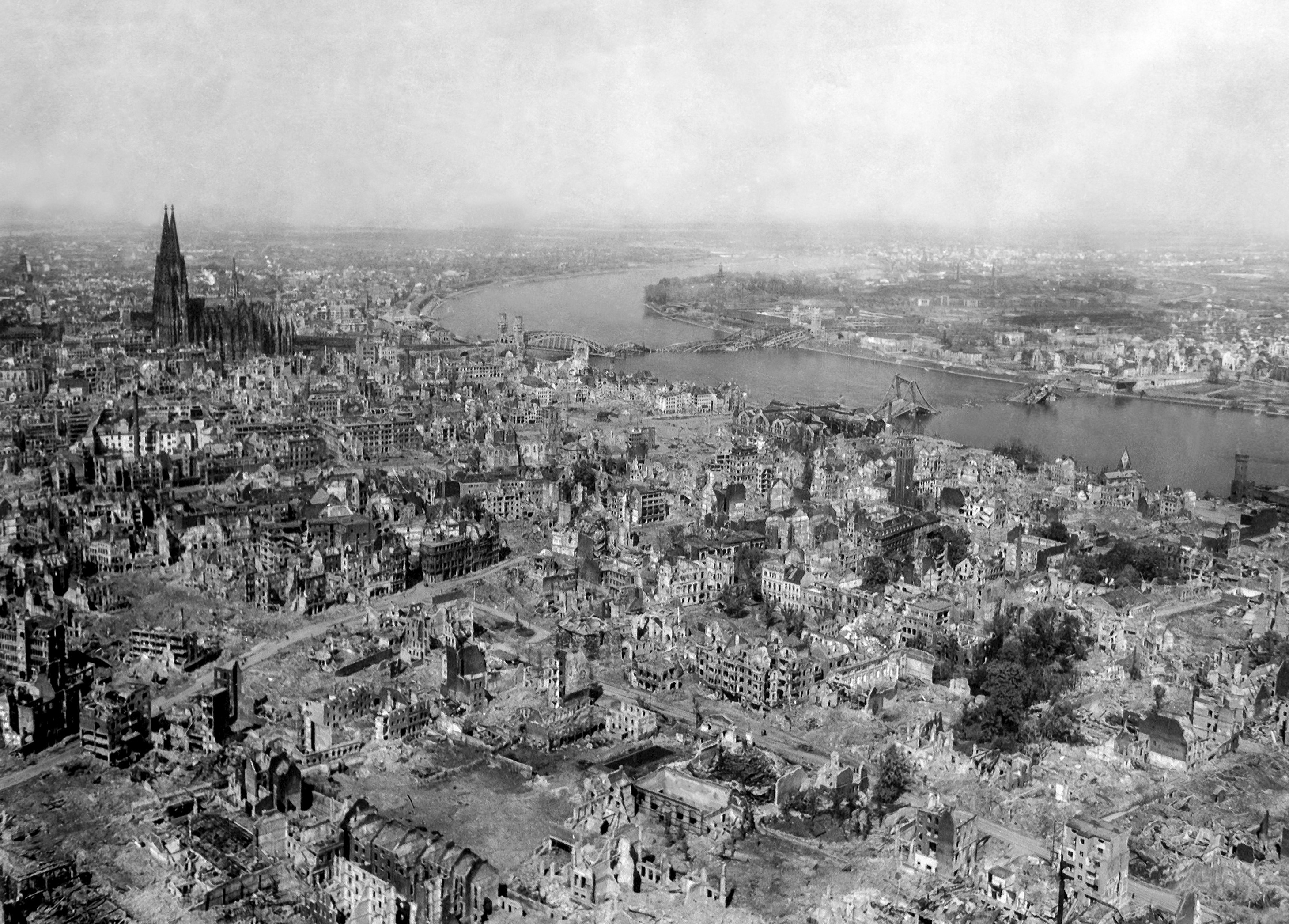
Köln 1945
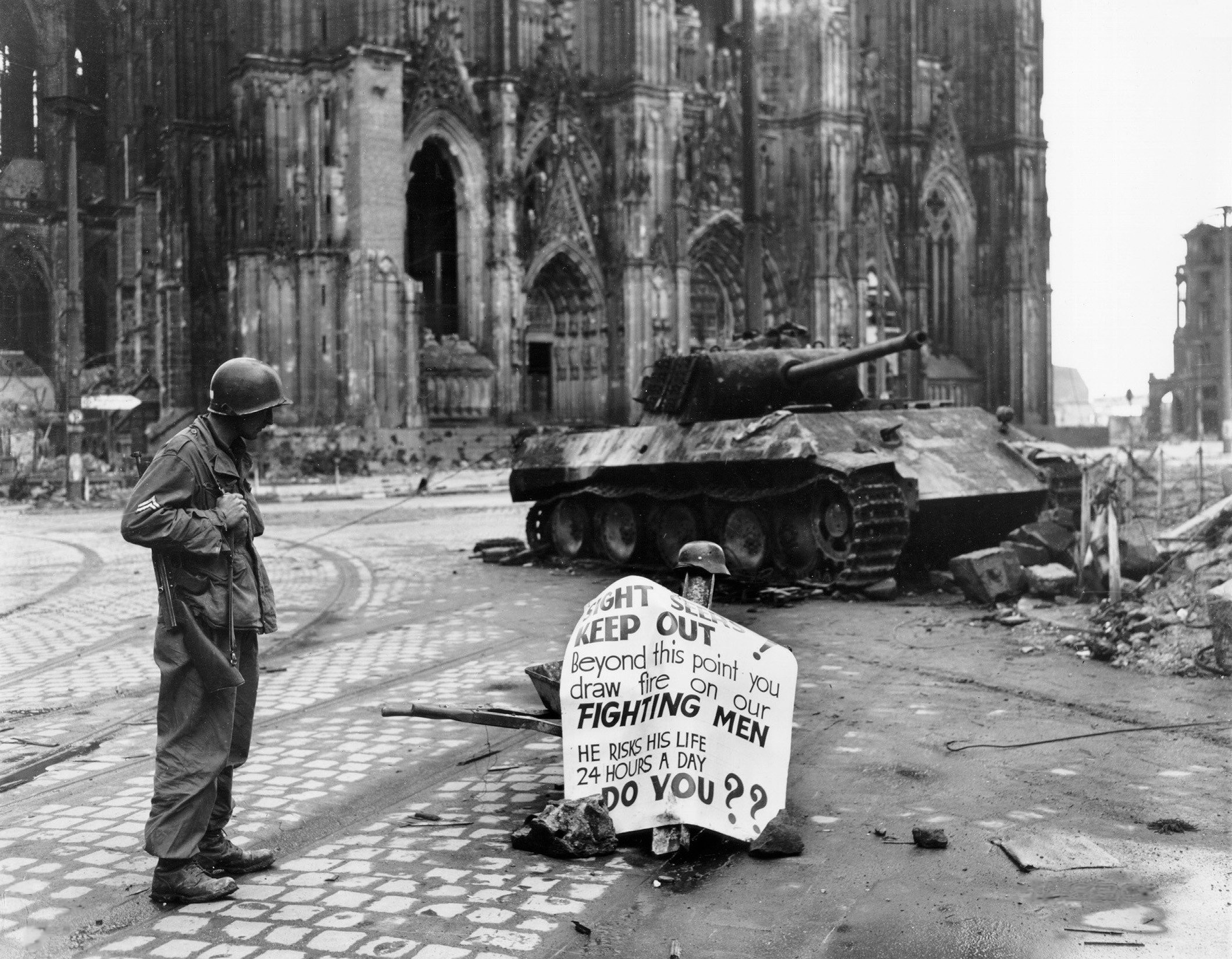
Kölnerdomen 1945
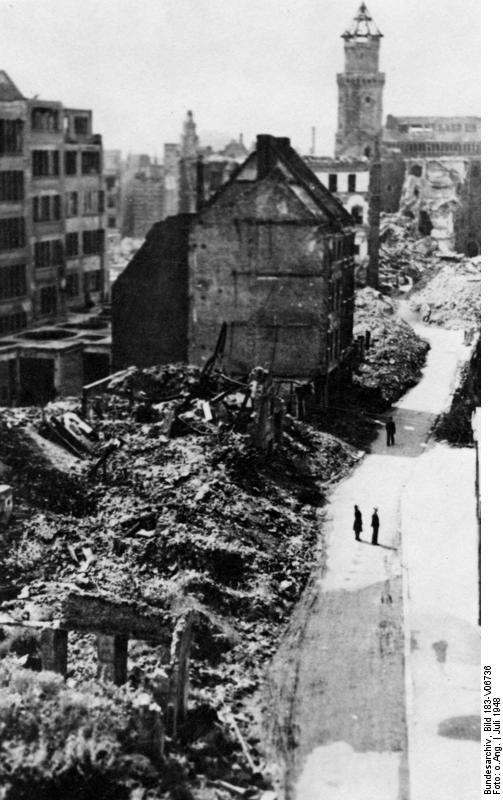
Kölns ödelagda innerstad 1948

## Efterkrigstiden

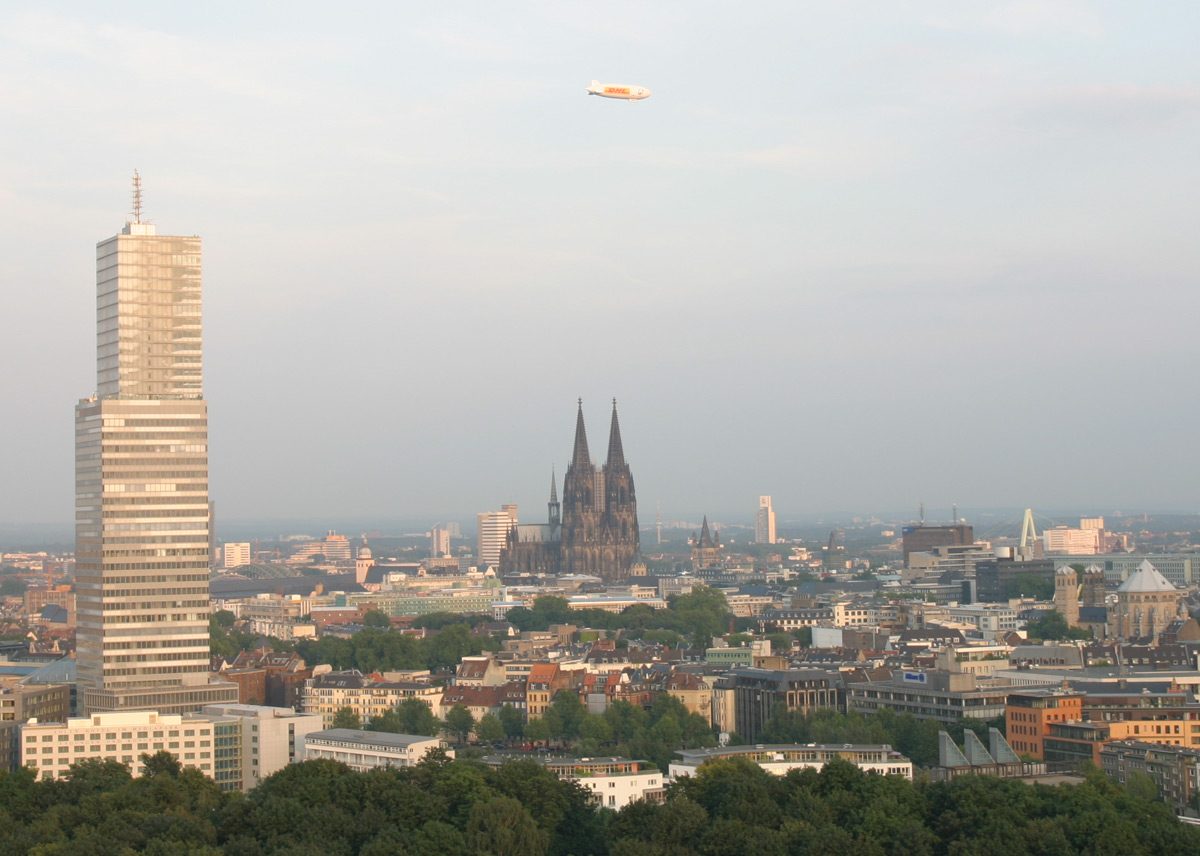
Köln år 2005

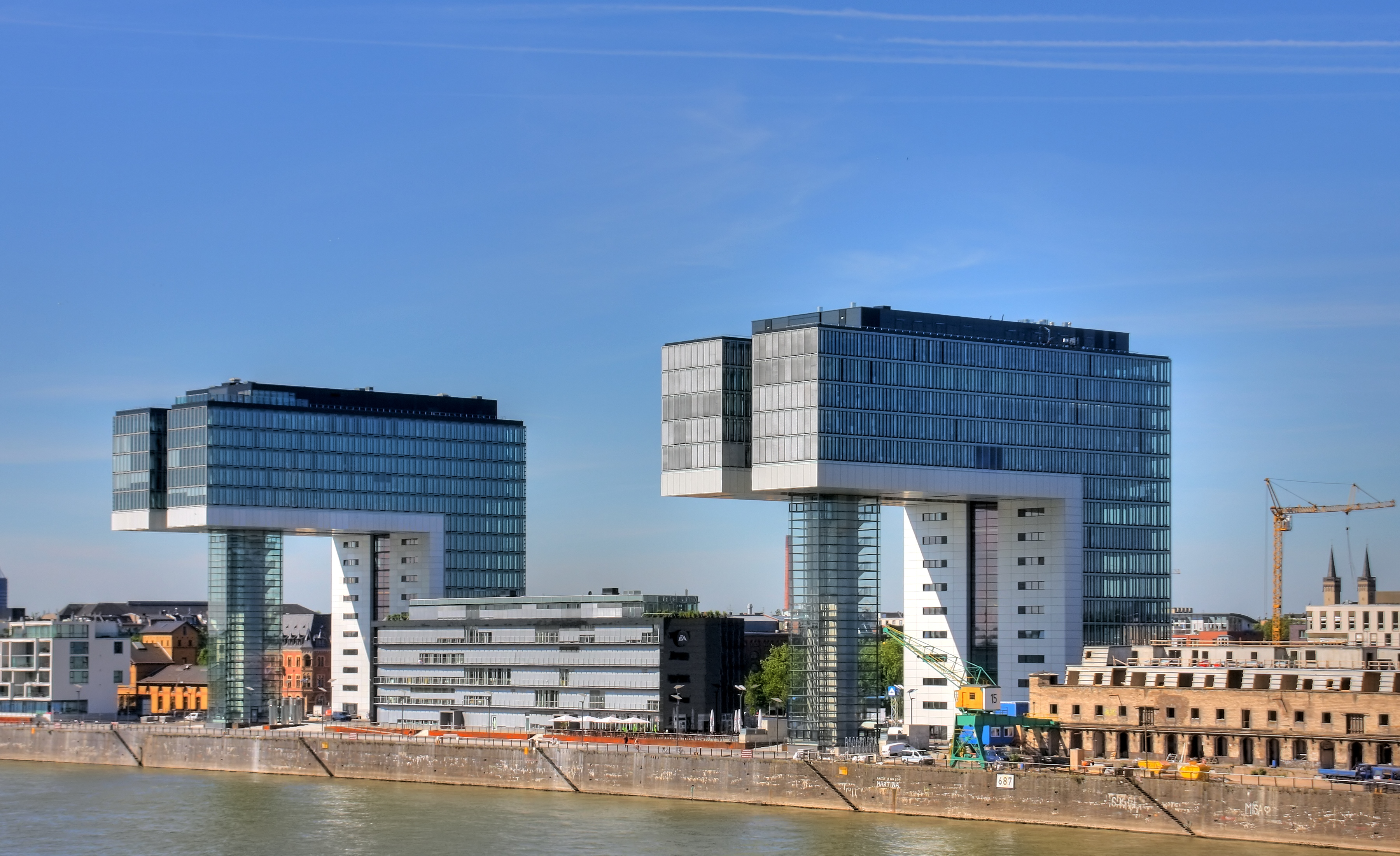
Stadsförnyelse: Nybyggda komplex vid Rheinauhafen.

Amerikanska trupper intog Köln våren 1945 och en amerikansk militärregering grundades i staden 9 mars 1945. 22 juni ersattes de av britternas militärregering. 1946 fick staden en författning och samma år följde de första fria valen efter kriget. 
Positionen som storstad på nära avstånd till städerna i Västtysklands nya maktcenter; den nya, provisoriska, förbundshuvudstaden Bonn och den nyetablerade delstatens Nordrhein-Westfalens huvudstad Düsseldorf, gynnade Köln under efterkrigstidens återuppbyggnad. 
Efter krigsslutet 1945 blev Adenauer under en kort period återinsatt som borgmästare för Köln. Arkitekten och stadsplaneraren Rudolf Schwarz fick 1947 uppdraget att utarbeta en masterplan för staden han själv omnämnt som ”världens största ruinhög”. Planen han presenterade byggde delvis vidare på nazisternas vision för Köln, det vill säga nya, breda genomfartsleder i den medeltida stadskärnan. Men förutom dessa ingrepp, byggdes Köln upp efter de indelningar och det ringformade gatunät som präglat staden före krigets utbrott. Återuppbyggnaden gick relativt fort och 1959 var stadens befolkningssiffror tillbaka på förkrigsnivå, cirka 800 000. 1975 rundade befolkningen en miljon. 
År 1977 kidnappades Hanns-Martin Schleyer i Köln av Röda Armé-fraktionen. 
Kölns universitet återöppnade redan 1945 och har utvecklats till ett av Tysklands största universitet. 1956 följde återinvigningen av Kölnerdomen och 1957 invigdes det nya operahuset. I Köln kom flera nya museer att öppna som Römisch-Germanisches Museum der Stadt Köln (1974), Museet för östasiatisk konst (1977) och Wallraf-Richartz-Museum (1986). År 1986 var det även premiär för Kölner Philharmonie.
Med den politiska maktförskjutningen till Berlin som tysk huvudstad, förlorade Köln sin centrala position i det västtyska maktcentret. Men med strukturskiftet till tjänstestad har Köln under 1990- och 2000-talen med framgång profilerat sig som västra Tysklands center för film/mediaproduktion och bioteknik.

## Kölns befolkningsutveckling år 250 - 2005
| År   | Folkmängd |
| ---- | --------- |
| 250  | 15 000    |
| 350  | 15 000    |
| 1140 | 20 000    |
| 1430 | 40 000    |
| 1600 | 40 000    |
| 1750 | 43 000    |
| 1794 | 44 512    |
| 1807 | 40 400    |
| 1852 | 101 091   |
| 1875 | 135 371   |

| År     | Folkmängd |
| ------ | --------- |
| 1900   | 372 229   |
| 1919   | 633 904   |
| 1939   | 772 221   |
| 1945   | 453 554   |
| 1961   | 809 247   |
| 1970   | 848 352   |
| 1980   | 976 694   |
| 1990   | 953 551   |
| 2000   | 962 884   |
| 2005 ¹ | 991 537   |

¹ Preliminära befolkningssiffror